# Bill Holman

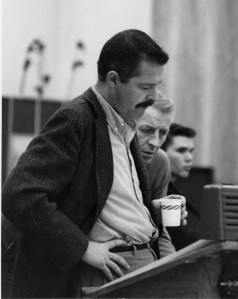
Bill Holman (ca. 1961)

Willis Leonard „Bill“ Holman (* 21. Mai 1927 in Olive, Kalifornien; † 6. Mai 2024 in Los Angeles, Kalifornien) war ein US-amerikanischer Jazzmusiker (Arrangeur, Komponist, Saxophonist).

## Leben
Holman lernte während der Highschool Tenorsaxophon. Nach dem Militärdienst und einer Ausbildung zum Ingenieur an der University of California, Los Angeles entschied er sich, Musik für Big Bands zu schreiben und studierte auf dem Westlake College in Los Angeles. Er schrieb 1951 für Charlie Barnet. Seit 1952 war er als Arrangeur und Instrumentalist im Orchester von Stan Kenton beschäftigt (New Concepts of Artistry in Rhythm). Er gehörte sowohl als Instrumentalist wie auch als Komponist und Arrangeur prägend zur West Coast Jazz der 1950er-Jahre, wo er in Combos um Shorty Rogers und Shelly Manne spielte und später eine eigene Gruppe mit Mel Lewis leitete. Anschließend leitete er eine eigene Big Band, die immer wieder für Plattenproduktionen zusammengerufen wird. Daneben hat er mit den meisten wichtigen Stars und Klangkörpern des modernen Jazz zusammengearbeitet, so Louie Bellson, Count Basie, Terry Gibbs, Woody Herman, Bob Brookmeyer, Buddy Rich, Gerry Mulligan, Doc Severinsen, der WDR- oder der hr-Bigband. Er hat für Vokalisten wie Anita O’Day, Sarah Vaughan, Tony Bennett, Carmen McRae, Judy Garland, Ella Fitzgerald, Mel Tormé, Michael Bublé, June Christy, Natalie Cole und The Fifth Dimension geschrieben.
Von seinen, häufig polyphon angelegten Kompositionen wurden besonders bekannt: Bright Eyes, Evil Eyes, Trilogy, aber auch Filmmusiken wie zu Swamp Woman (1956), Get Out of Town (1959) oder Three on a Coach (1966). 1996 erhielt er für seine Komposition A View From the Side, eingespielt mit der Bill Holman Band, und 1998 für Arrangements auf seiner CD Brilliant Corners – The Music of Thelonious Monk einen Grammy. Wiederholt wurde er auf einen der führenden Ränge des Down-Beat-Polls für „Arrangement“ gewählt.
2010 erhielt er die NEA Jazz Masters Fellowship.
Bill Holman starb am 6. Mai 2024 im Alter von 96 Jahren in seinem Zuhause in den Hollywood Hills von Los Angeles.

## Diskografische Hinweise
- Jive for Five (VSOP, 1958) mit Jimmy Rowles, Wilfred Middlebrooks, Mel Lewis
- Jazz Erotica (1958)
- West Coast Jazz in Hi Fi (1959)
- Bill Holman’s Great Big Band (1960)
- Satin Nights (Black Hawk, 1986)
- Bill Holman Meets the Norwegian Radio Big Band (Taurus, 1987) mit Atle Hammer
- A View from the Side (JVC, 1995)
- Brilliant Corners: The Music of Thelonious Monk (JVC, 1997)
- Further Adventures (Koch, 1998)
- Jazz in Concert (Hänssler, 2004), mit der SWR Big Band
- The Bill Holman Band Live (Jazzed Media, 2004)
- Hommage (2007)
- Carl Saunders: The Lost Bill Holman Charts (2007)

## Sammlung
- Bob Cooper, Bill Holman & Frank Rosolino – Kenton Presents Jazz (1954–60). Mosaic, 1999 – 4 CDs mit Herb Geller, Bob Gordon, Don Fagerquist, Stu Williamson, Bob Enevoldsen, Curtis Counce, Stan Levey, Nick Travis, Max Bennett, Carl Perkins, Leroy Vinnegar, Larry Bunker, Conte Candoli, Paul Moer, Ralph Peña, Shelly Manne, Al Porcino, Ray Triscari, Frank Rosolino, Joe Maini, Richie Kamuca, Jack Nimitz, Jimmy Rowles, Joe Mondragon, Mel Lewis – Rest der Sammlung bei Bob Cooper & Frank Rosolino